# Lillsjön (Kungsängens socken, Uppland)
Ej att förväxla med Lillsjön, Bromma i Västerort inom Stockholms kommun
Lillsjön är en sjö i Upplands-Bro kommun i Uppland och ingår i Norrströms huvudavrinningsområde. Sjön har en area på 0,536 kvadratkilometer och ligger 20 meter över havet. Vid provfiske har bland annat abborre, braxen, gers och gädda fångats i sjön. Lillsjön ingår i sin helhet i Lillsjön-Örnässjöns naturreservat.

## Delavrinningsområde
Lillsjön ingår i det delavrinningsområde (659958-160531) som SMHI kallar för Rinner till Mälaren-Görväln. Medelhöjden är 22 meter över havet och ytan är 81,3 kvadratkilometer. Det finns inga avrinningsområden uppströms utan avrinningsområdet är högsta punkten. Fyrisån som avvattnar avrinningsområdet har biflödesordning 2, vilket innebär att vattnet flödar genom totalt 2 vattendrag innan det når havet efter 16 kilometer. Avrinningsområdet består mestadels av skog (46 procent), öppen mark (12 procent) och jordbruk (29 procent). Avrinningsområdet har 2,21 kvadratkilometer vattenytor vilket ger det en sjöprocent på 2,7 procent. Bebyggelsen i området täcker en yta av 7,26 kvadratkilometer eller 9 procent av avrinningsområdet.

## Fisk
Vid provfiske har följande fisk fångats i sjön:
- Abborre
- Braxen
- Gärs
- Gädda
- Mört
- Sarv
- Sutare

## Bilder

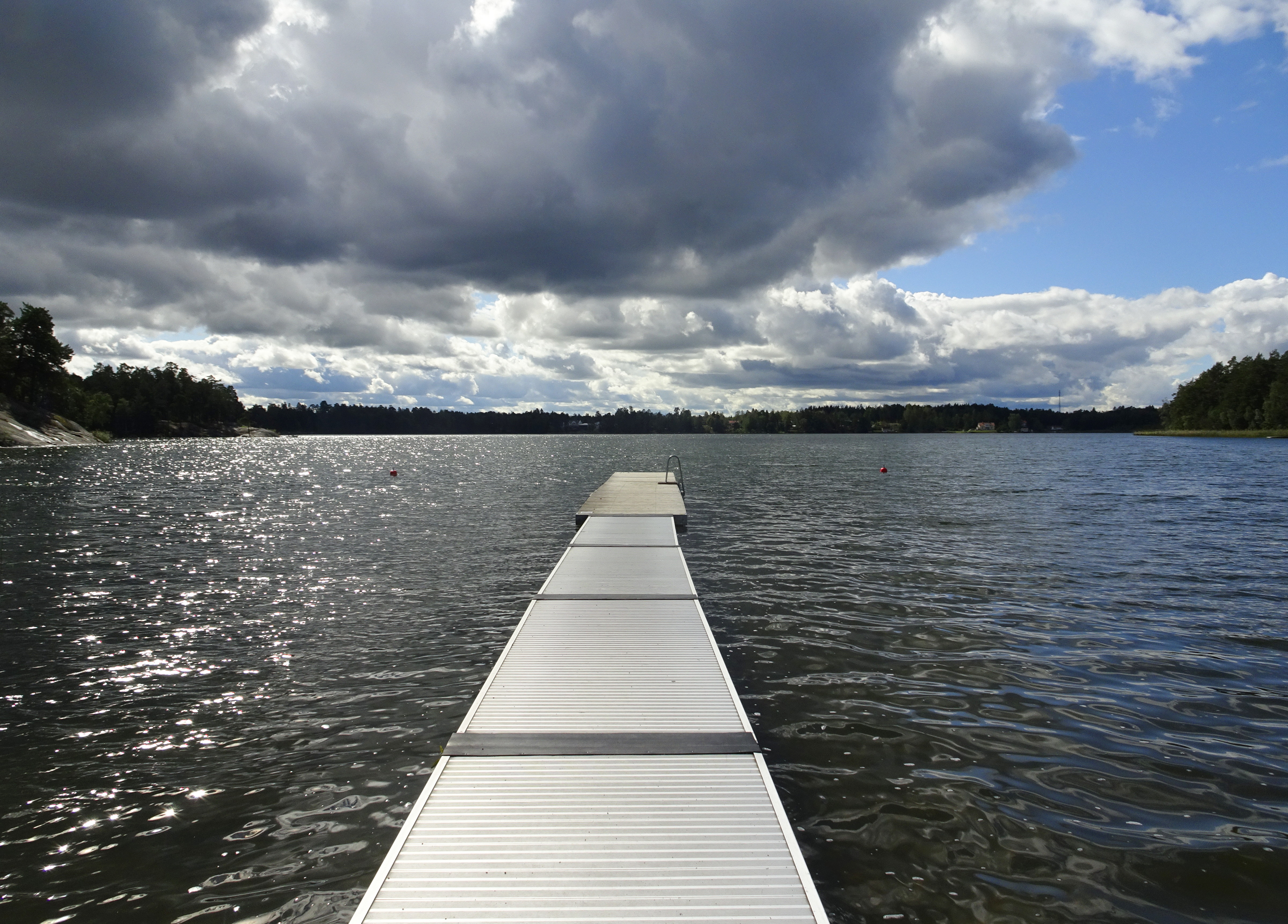
Lillsjön sedd från Lillsjöbadet
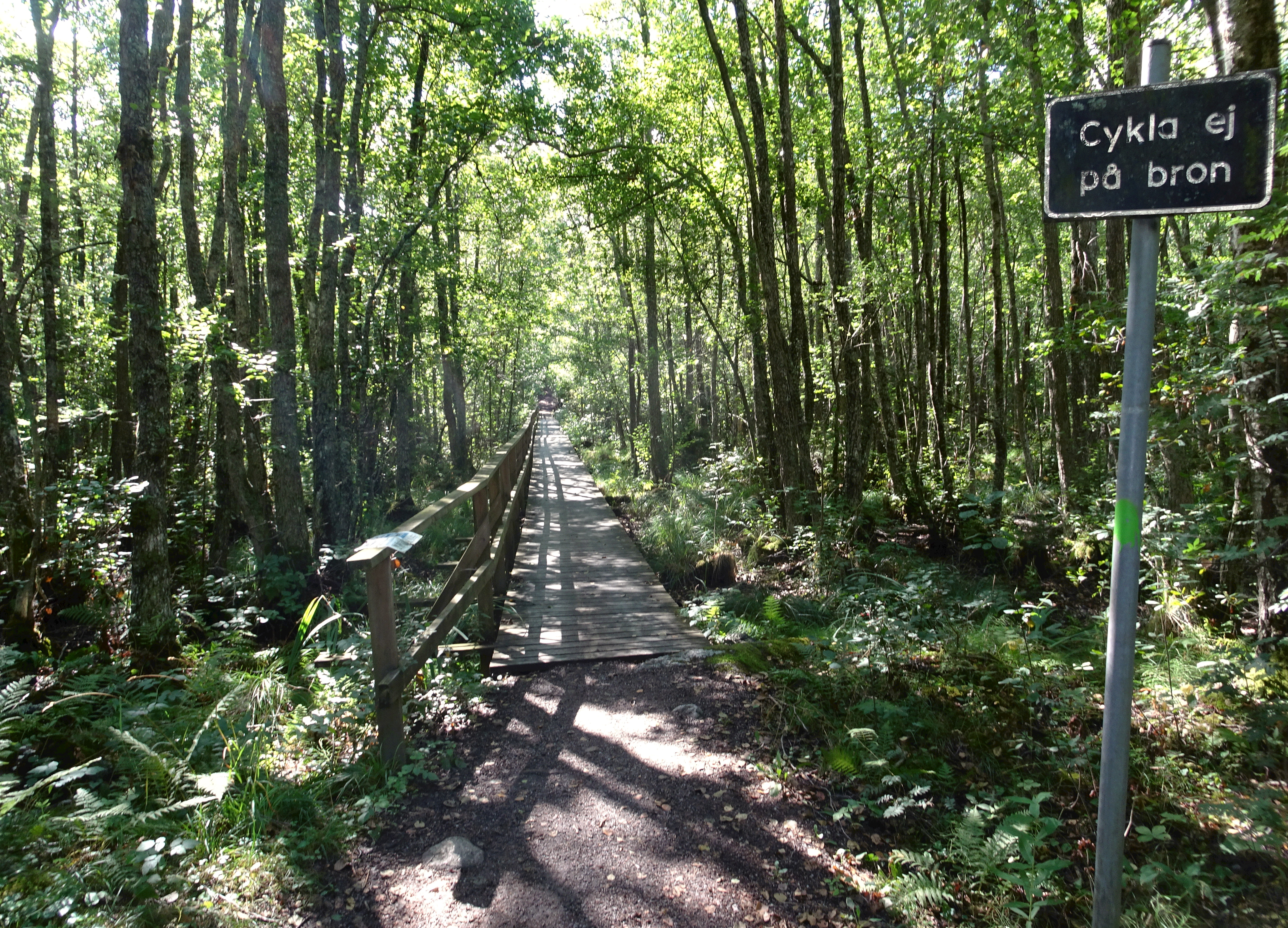
Sundet mellan Örnässjön och Lillsjön